# (11782) Nikolajivanov
(11782) Nikolajivanov es un asteroide perteneciente al cinturón de asteroides, descubierto el 8 de octubre de 1969 por Liudmila Chernyj desde el Observatorio Astrofísico de Crimea (República de Crimea).

## Designación y nombre
Designado provisionalmente como 1969 TT1. Fue nombrado en homenaje al especialista en balística espacial Nikolái Mijáilovich Ivanov.

## Características orbitales
Nikolajivanov está situado a una distancia media del Sol de 2,408 ua, pudiendo alejarse hasta 2,852 ua y acercarse hasta 1,964 ua. Su excentricidad es 0,184 y la inclinación orbital 2,366 grados. Emplea 1365,33 días en completar una órbita alrededor del Sol.
El próximo acercamiento a la órbita terrestre se producirá el 16 de junio de 2051.

## Características físicas
La magnitud absoluta de Nikolajivanov es 14,4. Tiene 3,281 km de diámetro y su albedo se estima en 0,376.